# Waldemar Gröndahl
Olof Waldemar Gröndahl, född 7 oktober 1891 i Västra Skrävlinge, Skåne, död 1957 i Höör, var en svensk målare, skulptör och författare.
Han var son till pistolsmeden Ola Gröndahl och Mathilda Castell och från 1919 gift med Olga Bengtsson. Han blev känd som en mycket originell man i Höör där han på egen hand byggde ett hus av naturliga stenar och timmerstockar. Han var verksam som målare, tecknare, skulptör, författare och urmakare där han var autodidakt och med reparationer och förbättringar av en mängd tekniska föremål. Han studerade konst för Märta af Ekenstam vid Skånska målarskolani Malmö 1924-1927 och under studieresor till Tyskland, Italien, Schweiz och Österrike. Han ställde ut separat ett flertal gånger i Höör och Lund. Hans konst består av gatumotiv från Tyskland, stilleben, figurkompositioner, djur och landskap i olja eller akvarell. Nils Birger Perzon utgav 1958 boken Trebankalien som är en minnesbok över Gröndahl samt med ett urval av Gröndahls dikter. Tidningen Ur-nyheterna skrev i sitt februarinummer 1959 en längre artikel om Gröndahl.